# Навчально-науковий інститут електротехніки та електромеханіки
Навчально-науковий інститут електротехніки та електромеханіки (ІЕЕ) – структурний підрозділ Національного університету «Одеська політехніка». Є провідним навчальним підрозділом ВНЗ на півдні України,  який здійснює наукову та навчальну роботу з підготовки фахівців в електричній галузі. Починає свою історію з 1918 року. Має потужну кадрову та матеріально-технічну базу. За роки існування підготував більш 20 тисяч профільних фахівців для вітчизняної економіки та багатьох країн світу.

## Історія

### Історичні назви
1918  – 1938 р. - електротехнічне відділення (ЕТВ);
1938 – 1964 р.  – електротехнічний  факультет (ЕТФ);
1964 -  1978 р - електромеханічній факультет (ФЕМ);
1978 – 2000 р - факультет автоматизації та електрифікації промисловості (ФАЕП);
2000 – 2022 р – навчально-науковий інститут електромеханіки та енергоменеджменту (ІЕЕ);
2022р –  навчально-науковий інституту електротехніки та електромеханіки (ІЕЕ)

### Керівники
Завідувачі відділення
- 1918 р. професор Берлін С.П.

Декани:
- 1938 р.  професор Давидов В.С.
- 1944 р.  доцент Герасимовський І.В.
- 1948 р. ст. викл. Параіл Володимир Олексійович
- 1958 р. к.т.н., доц. Коритін Олександр Михайлович
- 1961 р. к.т.н., доц. Захаров Михайло Костянтинович
- 1962 р. к.т.н., доц. Балашов Костянтин Костянтинович
- 1964 р. к.т.н., доц. Балашов Костянтин Костянтинович
- 1972 р. к.т.н., доц. Іванченко Георгій Тихонович
- 1978 р. к.т.н., доц. Гололобов Володимир Васильович
- 1989 р. к.т.н., доц. Шевчук Георгій Іванович
- 1993 р. к.т.н., доц. Петрушин Віктор Сергійович
- 1998 р. к.т.н., с.н.с. Андрющенко Олег Андрійович

Директори:
- 2000 р. д.т.н., проф. Андрющенко Олег Андрійович
- 2010 р. к.т.н., доц. Бойко Андрій Олександрович
- 2022 р. д.т.н., проф. Бойко Андрій Олександрович

### Видатні вчені та засновники наукових шкіл, які працювали в інституті
БАЛАШОВ Костянтин Костянтинович, доктор технічних наук, професор,  декан електротехнічного та електромеханічного факультету. Науковий напрям школи - оптимальне проектування силових та вимірювальних трансформаторів. Під його керівництвом розроблені потужні силові трансформатори із підвищеним коефіцієнтом корисної дії для ліній електропередач 220 кВ, вперше запропоновані і зараз широко розповсюджені трансформатори з алюмінієвими обмотками, спеціальні зварювальні трансформатори, вимірювальні трансформатори підвищеної точності. Нагороджений орденом Трудового Червоного Прапору.  Нові технічні рішення захищені 10-ма авторськими свідоцтвами та патентами України.
        КОРИТІН Олександр Михайлович, доктор технічних наук, професор, декан електротехнічного факультету, проректор з навчально – виховної роботи,  заслужений працівник Вищої школи УССР, учасник 2-ї світової війни , кавалер ордена Трудового Червоного Прапору. Науковий напрям школи - розробка методів аналізу і дослідження динаміки електромеханічних систем. Автор  7 монографій, 180 наукових та методичних робіт, 32  авторських свідоцтв на винаходи. Під його керівництвом захистили дисертації 18 аспірантів та пошукачів.
        ПЕТРОВ Лев Полікарпович, доктор технічних наук, професор, завідувач кафедри електроприводу і автоматизації промислових установок. Науковий напрям школи – дослідження  динамічних режимів електроприводів змінного струму. Створив і очолив галузеву науково-дослідну лабораторію асинхронного тиристорного електроприводу міністерства електротехнічної промисловості. Роботи лабораторії відзначені золотою, срібною та бронзовими медалями виставки досягнень народного господарства СРСР. Автор 10 монографій, 170 наукових робіт та винаходів. Під його керівництвом захистили дисертації 16 аспірантів та пошукачів.
        ЗАХАРОВ Михайло Костянтинович, доктор технических наук, професор, завідувач кафедри електричних машин, декан електротехнічного факультету, учасник 2-ї світової війни. Нагороджений орденом Великої Вітчизняної війни 1 ступеню, 10 медалями. Науковий напрям школи - розробка теорії і методики проектування електричних машин змінного струму. Створив і очолив галузеву науково-дослідну лабораторію низькошвидкісних і спеціальних електродвигунів міністерства електротехнічної промисловості.  Автор 157 наукових праць, 34 авторських свідоцтв та патентів.
        ГЕРАСИМЯК Ростислав Павлович, доктор технічних наук, професор, завідувач кафедри електроприводу та автоматизації промислових установок, учасник 2-ї світової війни. Науковий напрям школи – аналіз і синтез складних електромеханічних систем із асинхронним електроприводом. Його технічні розробки  впроваджені на багатьох підприємствах з випуску підйомно – транспортної техніки,  а також безпосередньо на підйомних кранах різних підприємств та морських портів. Автор 5 монографій, 5 навчальних посібників, 195 наукових робіт, 13 авторських свідоцтв. Під його керівництвом захистили дисертації 16 аспірантів та пошукачів.
З початку нанесення ударів по об'єктах критичної інфраструктури України під час російсько-української війни, випускники та співробітники інституту беруть участь у мінімізації втрат та відновленню функціонування енергетичних об’єктів України.
Внаслідок ракетного удару РФ по місту Одесі (14.06.2023), навчальні корпуси інституту і його матеріальна база зазнали  значних пошкоджень. Проходять планові поновлювальні роботи.

## Структура
Навчально-науковий інститут електротехніки та електромеханіки складається з 2-х кафедр та навчально-наукового центру:
- кафедра електромеханічної інженерії (ЕМІ);
        Завідувач кафедри – д.т.н., проф. Маєвський Д.А.
- кафедра електропостачання та енергетичного менеджменту (ЕПЕМ);
        Завідувач кафедри – к.т.н., доцент Бесараб О.М.
- навчально- науковий цент енергозбереження та енергоменеджменту;
        Керівник центру – к.т.н, проф. Фомічов Е.П.

## Освітні програми навчання
Навчання,  здійснюється за галуззю знань 14 «Електрична інженерія»,  спеціальністю 141 « Електроенергетика, електротехніка та електромеханіка» та наступними освітніми програмами:
- Освітній рівень "Бакалавр":
  - Електромеханічна інженерія
  - Електропостачання та енергетичний менеджмент
- Освітній рівень "Магістр":
  - Електротехніка та електромеханіка
- Освітній рівень "PhD":
  - Електроенергетика, електротехніка та електромеханіка

На кафедрах навчально-наукового інституту електротехніки та електромеханіки одночасно навчається більш 300 здобувачів денної форми навчання з України та інших країн світу.

## Професорсько-викладацький склад
Підготовку здобувачів освіти забезпечують високоякісні викладачі, які мають практичний досвід роботи в області проектування, налагодження, експлуатації електроприводів та систем автоматизації,  систем електропостачання, електричних мереж, електричного транспорту. Багато зі штатних працівників інституту є науковими консультантами промислових підприємств та установ Одеського регіон. Серед викладачів 5 докторів наук, професорів та більш 20 доцентів, кандидатів наук.

## Навчальна лабораторна база
Навчальні та наукові підрозділи розміщаються в 2-х окремих 4-х поверхових корпусах.
У навчанні задіяні лабораторії, обладнані сучасним електромеханічним і електротехнічним устаткуванням провідних компаній – виробників «Eaton-Moeller», «Schneider Electric», «Sicame», «Siemens», «ABB» та інші.
Лабораторна база постійно оновлюється, що забезпечує високий рівень підготовки здобувачів освіти, здатних працювати в умовах високої конкуренції.
Лабораторії електромеханічних і електронних систем автоматизації; лабораторія автоматизації виробничих, побутових приміщень і побутової техніки; лабораторія електротранспортних систем; лабораторія електротехнічних систем електропостачання та релейного захисту, неодноразово було відмічені як одні з кращих в Україні.

## Відомі студенти та випускники
1. Лиховий Ігор Дмитрович -  український державний та громадський діяч, Міністр культури та туризму України.
2. Свечарник Давид Веніаміновим (навчався) – радянський електротехнік і електромеханік, конструктор військової авіатехніки, винахідник.
3. Оттович-Воловская Ванда Павлівна - акторка, заслужена артистка РРФСР.
4. Малахов Валерій Павлович - ректор Одеського політехнічного університету, почесний громадянин міста Одеси.
5. Бєдний Павло Афанасійович - інженер-будівельник, Герой Соціалістичної Праці.
6. Говоров Пилип Парамонович -  фахівець у галузі електропостачання та освітлення міст, професор.
7. Груба Григорій Іванович - Народний депутат України  VII скликання.
8. Килименчук Анатолій Іванович – генеральний директор  енергобудівельного підприємства, заслужений енергетик України.
9. Краснянський Леонід Олександрович – технічний директор Південної  електроенергетичної системи НЕК Укренерго.